# La Pierrelée
Le dolmen de la Pierrelée est un dolmen situé dans la commune de Montsoreau dans le val de Loire, en Maine-et-Loire, France.

## Localisation
Le dolmen est situé dans le département français de Maine-et-Loire, sur la commune de Montsoreau, en aval de la confluence de la Vienne et de la Loire, sur la rive gauche de la Loire.

## Description
Le dolmen est un monument historique inscrit, construit sur le lieu-dit qui porte le nom de Pierrelée, ou Pierre-Lée, qui à l'évidence provient du nom du dolmen. En effet, le nom de Pierre-Lée dérive du latin Petra Lata qui signifie pierre large.
Le dolmen de la Pierrelée est une construction mégalithique préhistorique, il est constitué de blocs de pierres en partie recouverts par un tumulus. Son usage est incertain, il pourrait s'agir d'un lieu de sépulture, mais aussi d'une habitation.

## Historique
L'édifice est inscrit au titre des monuments historiques en 1970. Il se présente comme un dolmen effondré disposant de deux dalles de couverture, maçonné par la suite en vue d'un usage d'habitation. Il n'est plus habité depuis 1861.